# Вітчизна (фільм)
«Вітчизна» (нім. Heimat) — музична драма, знята в 1938 році в Німеччині за однойменною п'єсою 1893 року Германа Зудермана.

## Сюжет
На свято влада міста запрошує відому американську співачку Мадалену дель'Орто виконати кілька арій в місцевому театрі. Коли вона прибуває, багато мешканців міста впізнають в ній Магду фон Шварце, старшу доньку місцевого відставного полковника, яка вісім років тому всупереч його волі втекла здобувати лаври на оперній ниві спочатку до Берліна, потім до США. Відвідати батьківщину Магда вирішила з однієї причини — спробувати помиритися з батьком, суворим прихильником консервативних поглядів на долю жінки. Вдома вона зустрічається не лише з упередженим ставленням аристократичного суспільства до своєї «легковажної» професії, а й з батьком своєї доньки, який колись покинув її в Берліні без допомоги.

## У ролях
| Актор            | Роль                                |
| ---------------- | ----------------------------------- |
| Сара Леандер     | Магда фон Шварце/Мадалена дель'Орто |
| Генріх Ґеорге    | Леопольд фон Шварце                 |
| Рут Гелльберг    | Марі                                |
| Ліна Карстенс    | Франце фон Клебс                    |
| Пол Гьорбіґер    | Франц Гефтердінґк                   |
| Георг Александер | принц Людвіг фон Ілмінґен           |
| Ганс Нільсен     | Макс фон Вендловскі                 |
| Франц Шафгейтлін | директор банку фон Келлер           |